# 공을기
《공을기》(중국어 정체자: 孔乙己, 병음: kǒng yǐ jǐ)는 중국의 저명한 소설가인 루쉰의 단편 작품으로 중국의 최초 근대소설인 《광인일기》가 발표된 이후 거의 1년 만인 1919년 4월 중국의 신문화운동 당시 큰 역할을 했던 잡지 《신청년》 제 6권 4호에 발표되었다. 이 작품은 1905년 청나라에서 과거제도가 폐지된 이래에 관리(官吏)지망생의 삶의 몰락과 그로 비쳐지는 비극을 내용으로 담고 있다. 과거(科擧)시험이라 불리는 관리 등용시험을 위해 공부하던 선비가 중도에 몰락하여 인생의 마지막에 자신의 생계조차 감당할 수 없는 폐인이 되어 시골마을의 웃음거리가 되는 광경을 순수한 소년의 눈을 통하여 비추어지고 있다. 《신청년》에 기고한 이후에 1918년에서 1922년 사이에 쓴 소설 14편을 묶어서 수록한 단편소설집인 《납함》을 1923년 8월에 출판하였고, 공을기는 그 중 한 편에 속한다. 공을기는 아주 짧은 단편소설이지만 그 내용은 가볍지 않으며 어린 소년을 화자로 두고 주인공을 관찰하는 1인칭 관찰자 시점 소설이다.

## 배경
《공을기》라는 소설의 시대적 배경은 어느 가을부터 연말까지의 만청(晩淸)시대(1900년대)로 봉건 과거제도의 폐악이 드러나 몰락 지식인이 늘어나는 시대이다. 1900년 초부터 신해혁명 이전에 1905년 청왕조에서 과거제도를 폐지한 이후로 과거시험을 준비하다가 중도에 몰락한 선비들이 많아졌었다. 또한 공간적인 배경은 이 소설의 저자인 루쉰의 고향, 샤오싱에 있는 데워먹는 황주가 유명한 함형주점(咸亨酒店)이다. 이 함형주점을 배경으로 루쉰은 몰락하는 중국 전통 지식인을 비판하는 소설 《공을기》를 썼다. 루쉰의 고장이자 루쉰 소설의 배경이 된 함형주점은 이제 루쉰의 《공을기》를 이용해 이의 이름을 딴 안주를 제공하는 등 관광명소가 되었다.

## 등장인물
1. 공을기
공을기는 소설의 배경이 되는 함형주점의 몰락양반 출신 단골 손님으로서 이 소설의 주인공이자 화자가 관찰하는 대상이다.
2. 12,3살 배기 소년
순진무구한 12,3배기 소년은 함형주점의 심부름꾼으로 소설을 이끌어나가는 화자이다.
3. 함형주점 손님들
주로 공을기를 비웃고 조롱하는 하층민 계급으로 이루어진 사람들이며 이 소설의 주변인물들이다.

## 줄거리
함형(咸亨)주점에서 12살 때부터 일하던 어수룩하고 어린 화자가 사람들에게 무시를 당하면서 겨우 잡일이나 하면서 풀어가는 이야기이다. 화자의 일상에서 조그만한 즐거움이 있다면, 그것은 바로 ‘공을기(쿵이지)’라는 사람이 주점에 올 때였다. 공을기는 술을 마시러 오는 사람 중에 유일한 지식인이었다. 하지만 초라한 행색 때문에 사람들에게 무시받기 일쑤였다. 공을기는 과거에서 여러번 낙방해 결국 몰락해버린 지식인이었다. 그래서 그런지 함형 주점에 오는 손님들은 알아들을 수 없는 고급 한문을 구사하며 화자에게 지적 허세를 부리기도 한다. 그러나 공을기는 자기 밥벌이는커녕 글 쓰는 재주 하나로 책을 필사(筆寫)하는 값으로 밥 한끼나 술 한잔 사먹는 정도 밖에 못한다. 또한 책이나 기타 다른 것들을 도둑질 하다가 두들겨 맞거나 이마저도 아니라고 시치미나 뗀다. 함형 주점의 사람들은 공을기를 조롱하는 것을 술안주로 삼으면서 술을 마신다. 그래도 공을기는 함형주점의 외상값을 꼬박 꼬박 갚아왔었는데, 시간이 지날 수록 외상값을 밀리는 날짜가 길어지고 있었다. 공을기는 매일같이 꼬박꼬박 함형주점으로 오다가 언제부턴가 한참동안이나 오지 않았다. 주점 안의 다른 손님들이 말하길 공을기가 물건을 또 도둑질하다 맞아서 다리가 분질러져서 못온다고 했다. 그러다가 공을기가 중추절이 가까운 때 다시 함형주점에 모습을 드러냈다. 이미 외상 값이 밀려있어서 술집 주인의 잔소리를 듣고 손님들의 조롱을 받았던 공을기지만 꿋꿋하게 술을 먹었다. 그 이후 공을기는 외상 값이 여전히 밀려있는 채로 다시는 화자의 눈에 띄는 일이 없었다. 공을기가 죽었는지 살았는지는 아무도 모른다.

## 비평
이 작품의 흔한 비평은 대략 구시대의 몰락한 지식인의 비참한 운명과 봉건 과거제도의 죄악을 폭로한 작품이라고 해석되어왔다. 그러나 이러한 비평들을 넘어 색다른 해석을 더하자면, 비참한 삶을 살아가는 공을기와 그를 놀려대는 함형주점 사람들의 관계, 그리고 그들을 바라보는 열두세살 먹은 일인칭 화자의 시선이 복합적으로 고려되어야한다. 함형주점의 주인과 다른 짧은 옷 손님들(하층민 계급)은 공을기를 놀려대면서 희열을 느낀다. 그것은 일종의 가학인데 그렇지 않아도 비참한 지경인 공을기는 그 학대에 더욱 상처를 받는다. 공을기는 개인으로 말하자면 비록 몰락한 구지식인이기는 하지만 아이들에 대한 태도에서 보듯 인간적 선량함을 지니고 있다. 소년 화자의 시선은 공을기를 놀려대는 사람들에 대해서는 반감을 띠고 있고 공을기에 대해서는 연민을 띠고 있다. 다만 그 반감과 연민이 직접적으로 드러나지 않고 은밀히 갈무리되어 있는 것은 그것이 소년 화자의 의식 이전의 느낌이기 때문일 것이고 작가의 서술 의도 때문이기도 할 것이다. 작가가 노리는 것은 몰락한 구지식인을 옹호한다거나 혹은 비판한다거나 하는 것이 아니다. 작가는 민중의 왜곡된 공격성을 비판하고 있다. 출신이야 어떻든 현재의 공을기는 넓은 의미에서 하층민중에 속한다고 할 수 있으므로 공을기에 대한 함형주점 사람들의 학대는 결국 민중적 자해의 한 양상이 되는 것이다.

## 기타
이 소설을 발표할 당시 루쉰은 소설의 끝에 다음과 같은 내용의 부기(附記)를 달았다. “이 치졸한 작품은 작년말에 쓴 것인데 작자의 의도는 사회생활의 한 단편을 묘사한 것에 지나지 않으며 그 이상의 뜻은 없다. 그런데 발표가 늦어졌기 때문에 왕왕 소설을 인신공격의 도구로 삼는 풍조를 만나게 되었다. 독자들을 그런 사악한 길로 이끌어가는 소설작가가 있다는 것은 매우 애석한 일이다. 이런 까닭에 미리 양해를 구하는 바이다.”아마도 이 글은 소설을 발표 할 당시 문학혁명파 린수(林紓) 등 문학형명 반대파 간의 논쟁이 있을 때 린수가 쓴 《영사소설》 가리킨 것으로 여겨지며, 이 소설은 그런 것과는 관계가 없다는 것을 천명한 것 같다.